# Лесе фер
Лесе фер (фр. laissez-faire) израз је који представља политику дозвољавања слободних кретања и супротстављања интервенционизму. Овај израз на француском дословно значи „остави да ради“. Превасходно се односи на заступање слободног тржишта. Другим речима, заступници лесе фера се противе уплитању државе у тржишне токове и често се поистовећују са либералима.
Лесе фер обично подразумева потпуно одсуство државне и друштвене својине, али и различита тумачења таквог залагања. Поједини представници овакве политике заступају приватизацију полиције и војске.
У општијем, социолошком смислу, израз лесе фер се употребљава веома ретко. У том случају представља руковођење скупином у којој је слобода чланова највећа могућа. Чланови се сами опредељују које ће задатке радити и како, на који начин и колико дуго. Између вође и чланова не постоје јаке везе, а између чланова оне готово да не постоје, пошто свако обавља посао за свој рачун. Сматра се да овакво „руковођење без вође“ најбоље успева тамо где су чланови скупине високо мотивисани, свесни својих циљева, морални, одговорни и дисциплиновани.
Популарнос доктрине лесе фера избледела је ктајем 19. века када се показало да је недовољна за решавање социјалних и економских проблема које је проузроковала индустрализација.